# Turneul de tenis de la Wimbledon 2022
Turneul de tenis de la Wimbledon 2022 este un turneu de tenis de Grand Slam care are loc la All England Lawn Tennis and Croquet Club la Wimbledon, Londra, Regatul Unit, în perioada 27 iunie–10 iulie.
Novak Djokovic și Ashleigh Barty sunt campionii en-titre la competițiile individuale. Barty nu își va apăra titlul, deoarece s-a retras din sport la începutul anului 2022.
Aceasta va fi prima ediție de la Wimbledon care va include un tie-break de 10 puncte când scorul ajunge la 6–6 în al cincilea set.

## Ediția 135
Cea de-a 135-a ediție are loc în mod tradițional la All England Lawn Tennis and Croquet Club din Londra. Prima ediție a avut loc la acest club în 1877. În 1922, clubul și-a mutat sediul de pe Worple Road în actuala locație pe Church Road. În prima duminică a turneului, 3 iulie 2022, a avut loc sărbătorirea a 100 de ani de meciuri de tenis pe terenul central, cu participarea campionilor de la Wimbledon: Goran Ivanišević, Martina Hingis, Pat Cash, Venus Williams, Björn Borg, John McEnroe, Stefan Edberg, Billie Jean King, John Newcombe, Jan Kodeš, Lleyton Hewitt, Ann Jones, Margaret Court, Conchita Martínez, Chris Evert, Rod Laver, Stan Smith, Angela Mortimer, Angelique Kerber, Petra Kvitova, Marion Bartoli, Simona Halep, Rafael Nadal, Novak Djoković și deținătorul recordului masculin cu opt titluri, Roger Federer. Deținătoarea recordului absolut, campioana de nouă ori Martina Navrátilová, a fost împiedicată de un test pozitiv pentru Covid-19. Nu au fost australienii Goolagong, Emerson și Barty, cuplul Steffi Graf și Andre Agassi, precum și Sampras, Mauresmo, Wade, Krajicek, Becker, Stich, Muguruza, Șarapova și Serena Williams, care a fost eliminată în runda de deschidere a actualei ediții.
Aceasta a pus capăt tradiției, conform căreia nu se joacă nici un meci în prima duminică de concurs, iar toate meciurile din optimi la simplu au loc în așa-numita „Lunea Nebună”. În plus, Wimbledon celebrează Jubileul de Platină a reginei Elisabetei a II-a, 70 de ani de la urcarea pe tron. Cu această ocazie, a bătut două monede de platină, care vor fi folosite la tragerea la sorți a meciurilor finale. A doua rundă aniversară marchează 100 de ani de la înființarea BBC, o instituție publică cu care Wimbledon-ul lucrează de 95 de ani.
Din numărul total de treizeci și opt de terenuri cu iarbă, optsprezece sunt folosite pentru Grand Slam (centralul și terenurile nr. 1-18, cu excepția nr. 13), inclusiv trei dintre cele mai mari: un teren central cu o capacitate de 15.000 de spectatori, terenul nr. 1, care poate găzdui 12.345 de privitori și terenul nr. 2, care are o capacitate de 4.000 de spectatori. Restul de douăzeci și două de terenuri cu iarbă din Aorangi Park și Southlands College sunt folosite pentru antrenament.

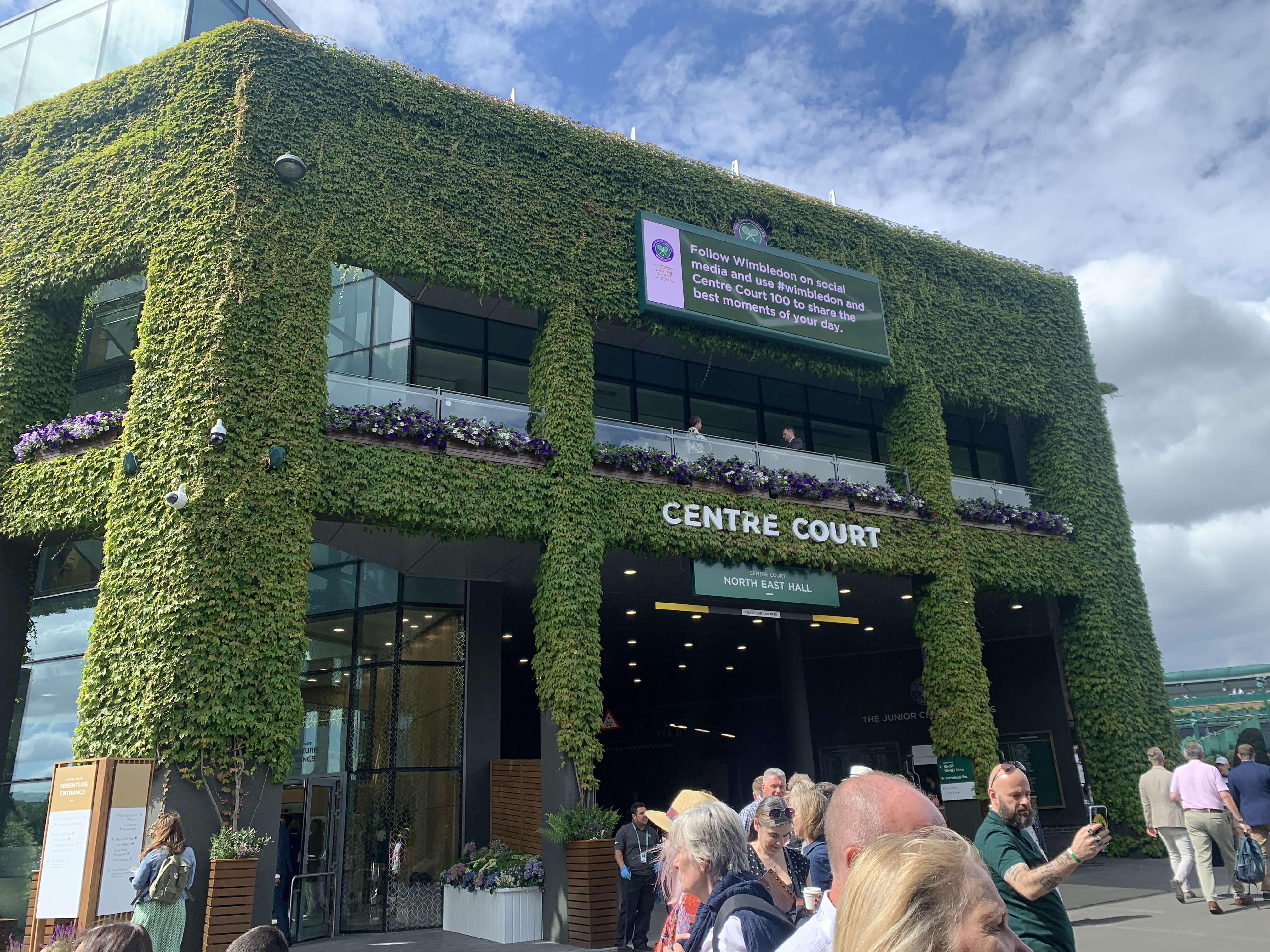
Intrarea pe terenul central

Sistemul „Ochi de Șoim” pentru controlul electronic al traiectoriei mingiei, folosit din 2007 pe terenul central și terenul nr.1, este astăzi amplasat și pe terenurile 2, 3, 12 și 18. Ca parte a unificării tiebreak-urilor în toate competițiile de Grand Slam, anul acesta, pentru prima dată, dacă în setul decisiv se ajunge la 6–6, urmează un tiebreak de 10 puncte, cu o diferență de cel puțin două puncte.
Grand Slam-ul se desfășoară în perioada 27 iunie – 10 iulie 2022. Include competiții de simplu masculin și feminin, dublu masculin, feminin și mixt, simplu și dublu pentru juniori sub 18 ani la categoria Grad A, precum și simplu și dublu pentru utilizatorii scaunului cu rotile și cvadruplegici. Numărul de perechi mixte a fost redus de la 48 la 32. Între 20 și 23 iunie 2022, la Bank of England Sports Ground din suburbia londoneze Roehampton au avut loc turnee de calificare (masculin și feminin). După doi ani de restricții cauzate de pandemia de COVID-19, a fost restabilită întreaga capacitate a complexului, cu o ocupare maximă de 42.000 de spectatori pe zi.
Mingile oficiale au fost furnizate de Slazenger, a cărui colaborare cu clubul din 1902 înseamnă cel mai lung parteneriat din istoria echipamentului sportiv. La turneu participă în jur de șase mii de oameni, inclusiv 360 de arbitri (principali și de linie) și 250 de copii de mingi, îmbrăcați în ținute noi de la partenerul vestimentar american al turneului, Ralph Lauren. Scaunele judecătorilor principali de la centru și terenul nr.1 au un nou design și în 2023 vor fi extinse în întregul complex. Pentru a preveni prezența porumbeilor pe terenurile de tenis, în fiecare dimineață este eliberat un șoim. Drepturile de difuzare sunt deținute de BBC Public Service Station.

## Controversa privind participarea jucătorilor ruși și belaruși
După invazia rusă a Ucrainei la sfârșitul lunii februarie 2022, la opt ani după anexarea Crimeei ucrainene de către Rusia, în aprilie 2022, All England Club a interzis jucătorilor de tenis ruși și belaruși să participe la Wimbledon în 2022. Acest lucru a înăsprit decizia comună a organelor de conducere a tenisului – ATP, WTA și ITF – din martie 2022 privind admiterea participării jucătorilor ruși și belaruși la circuite, dar cu statut neutru, nu sub steagul Rusiei și Belarusului. Conducerea clubului londonez a spus: „Este inacceptabil ca regimul lui Putin să abuzeze de sport și de sportivi pentru propaganda sa de război […] În circumstanțele unei astfel de agresiuni militare nejustificate și fără precedent, ar fi inacceptabil ca regimul rus să obțină vreun beneficiu din implicarea jucătorilor ruși sau bieloruși la Wimbledon”. Ca răspuns, a existat o opoziție puternică din partea Rusiei, inclusiv critici din partea purtătorului de cuvânt al președinției ruse. Decizia a primit critici din partea multor jucători, inclusiv din partea numărului 1 mondial și campionul en-titre Novak Djokovic Rafael Nadal și deținătoarea recordului de la Wimbledon, Martina Navrátilová. Andrei Rubliov, unul dintre jucătorii afectați de interdicție, a acuzat All England Club că a luat o decizie „ilogică” și „discriminatorie”. În schimb, alți jucători, cum ar fi ucrainenii Marta Kostiuk și Sergiy Stakhovsky, au venit în sprijinul interdicției.

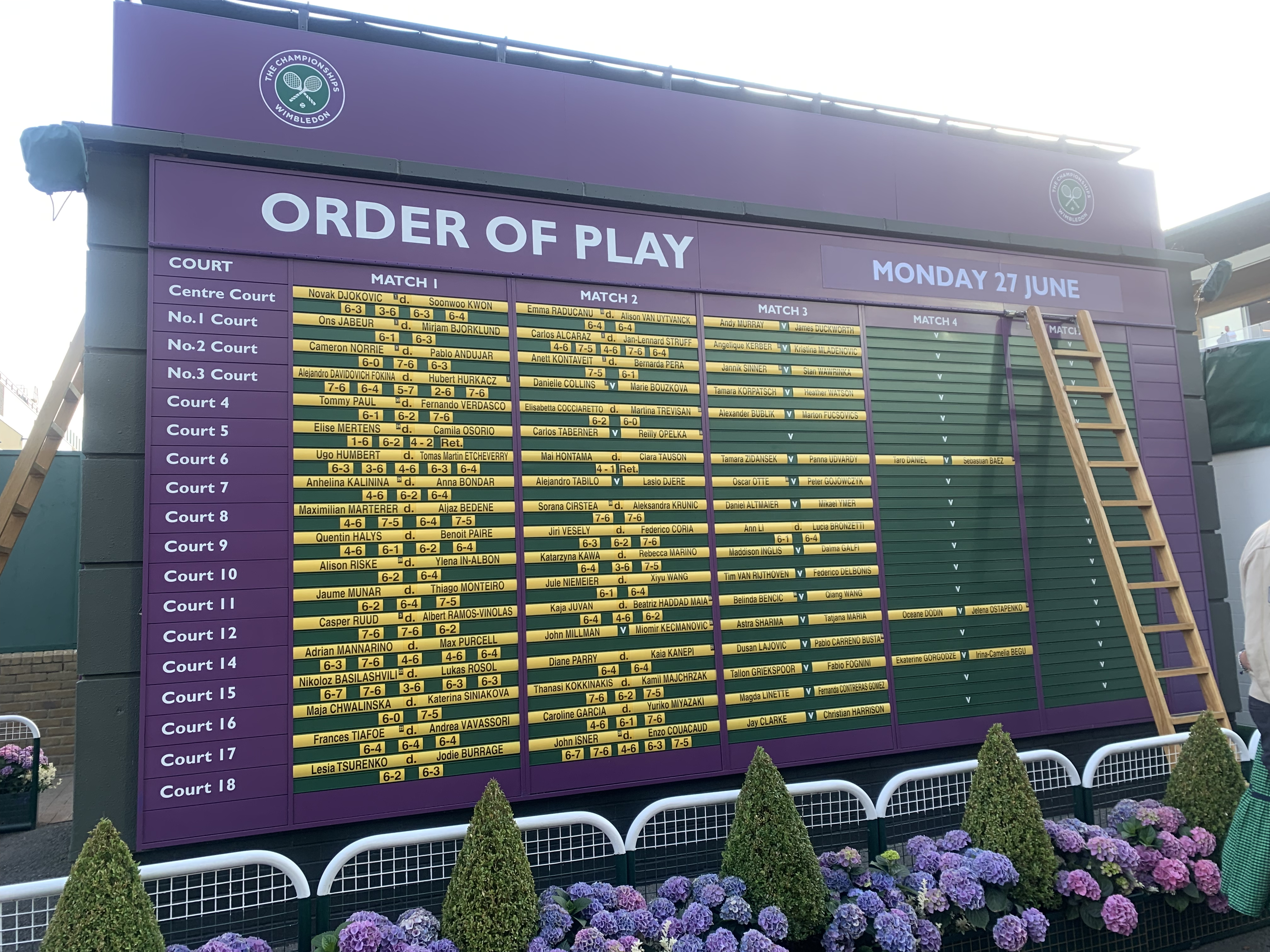
Programul zilnic tradițional al meciurilor

În timp ce majoritatea competițiilor sportive internaționale au exclus sportivii ruși și belarusi, circuitele de tenis au optat pentru o abordare minoritară, aceștia fiind excluși doar de la Cupa Davis și Cupa Billie Jean King. În conformitate cu abordarea celorlalte federații sportive, Federația britanică de tenis (LTA) a interzis rușilor și belarușilor să concureze la turnee de tenis care au loc în Marea Britanie. În schimb, celelalte două turnee de Grand Slam disputate după începerea invaziei ruse: French Open și US Open au respectat abordarea Declarației comune din martie, cu participarea ca jucători neutri a acestora.
O lună mai târziu, la 20 mai, ATP și WTA au anunțat că nu vor acorda puncte jucătorilor care vor participa la Wimbledon, preocupările lor fiind bazate pe principiul participării pe bază de merit, mai degrabă decât pe naționalitate, precum și pe decizia unilaterală a All England Club care contrastează cu restul turului. Retragerea punctelor de la Wimbledon a fost criticată de o serie de jucători de tenis, printre care Djoković, Karolína Plíšková, Andy Murray și Benoît Paire. Andy Murray, dublu campion la Wimbledon, a spus că decizia probabil nu va afecta participarea la turneu dar îi frustrează pe jucători. Chiar dacă nu va putea să-și apere cele 2000 de puncte dobândite anul trecut, Novak Djokovic a declarat că  dorește să participe la turneu datorită prestigiului turneului.

## Campioni
Novak Djokovic, favoritul nr. 1, l-a învins în finală pe numărul 40 mondial australianul Nick Kyrgios în 3:01 ore după un parcurs de patru seturi. Victoria i-a adus lui Djokovic cel de-al șaptelea titlu de simplu masculin de la Wimbledon, egalându-l pe Pete Sampras, având doar cu un titlu mai puțin față de Roger Federer, care deține recordul. Apărându-și titlurile din 2018, 2019 și 2021, a devenit al cincilea jucător de tenis in Open Era cu patru titluri consecutive de Grand Slam, după Borg, Sampras, Federer și Nadal. El a terminat Wimbledon cu o serie de 28 de meciuri câștigătoare. Cu cel de-al douăzeci și unu trofeu de Grand Slam, el s-a îndepărtat de Federer, clasându-se  pe locul doi în statisticile istorice, cu doar o victorie mai puțin de liderul Nadal. În vârstă de 35 de ani și 49 de zile, sârbul a devenit al doilea campion ca vârstă la All England Club, după Federer care avea aproape 36 de ani în 2017 când a câștigat.
Favorita nr. 17, Elena Rîbakina, în vârstă de 23 de ani, a câștigat primul titlu de Grand Slam, învingându-o în finală pe Ons Jabeur, într-un meci de trei seturi care a durat 1 oră și 48 de minute. Rîbakina a devenit primul jucător kazah care a câștigat un titlul de simplu într-un turneu de Grand Slam și a treia jucătoare reprezentând o națiune asiatică care a câștigat Grand Slam după Li Na (China) și Naomi Osaka (Japonia). Este a doua participare a Elenei Rîbakina pe tabloul principal de la Wimbledon, la debutul ei de la ediția anterioară a ajuns în runda a patra.
Australienii Matthew Ebden și Max Purcell au triumfat la dublu masculin, ducând acasă primele trofee de Grand Slam lan această categorie. Pe parcursul turneului, ei au evitat opt puncte de meci, au întors meciul de la 0–2 la seturi de două ori și au jucat cinci din cele șase meciuri în cinci seturi. În plus, Ebden a jucat finala mixtă alături de Stosur.
Titlul feminin de dublu a revenit perechii cehe Barbora Krejčíková și Kateřina Siniaková. Cu cel de-al cincilea Grand Slam la dublu, au devenit a șasea pereche din era deschisă care a câștigat cel puțin cinci competiții majore.
Desirae Krawczyk și Neal Skupski au triumfat la dublu mixt, ei apărându-și cu succes titlul.  Pentru britanicul Skupski, a fost al doilea titlu la dublu mixt, iar pentru americanca Krawczyk al patrulea titlu. Ei au fost prima pereche  care a câștigat titluri consecutive de dublu mixt la Wimbledon de la Cyril Suk și Helena Suková în 1997.

### Galerie câștigători

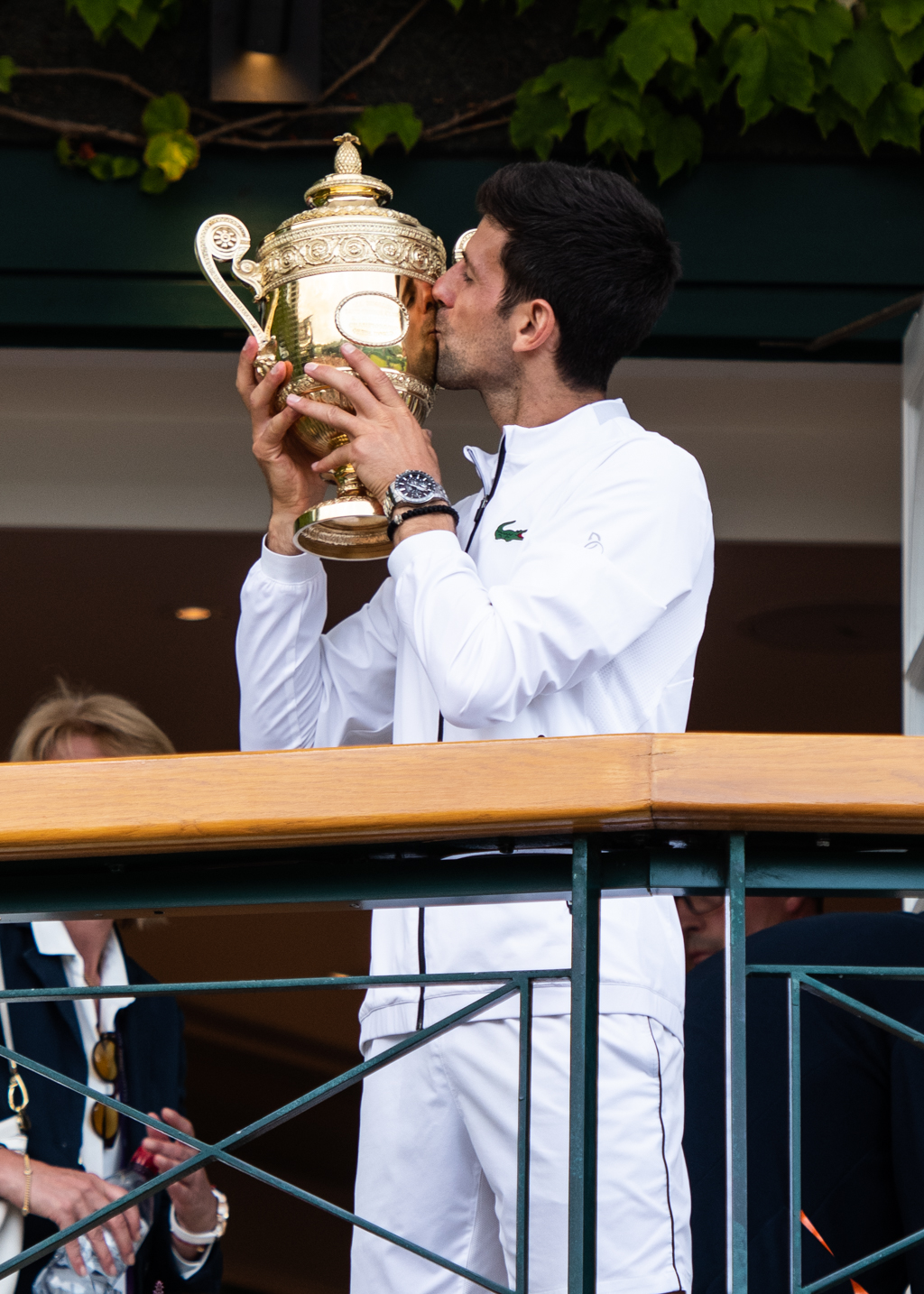
Novak Djokovic, simplu masculin
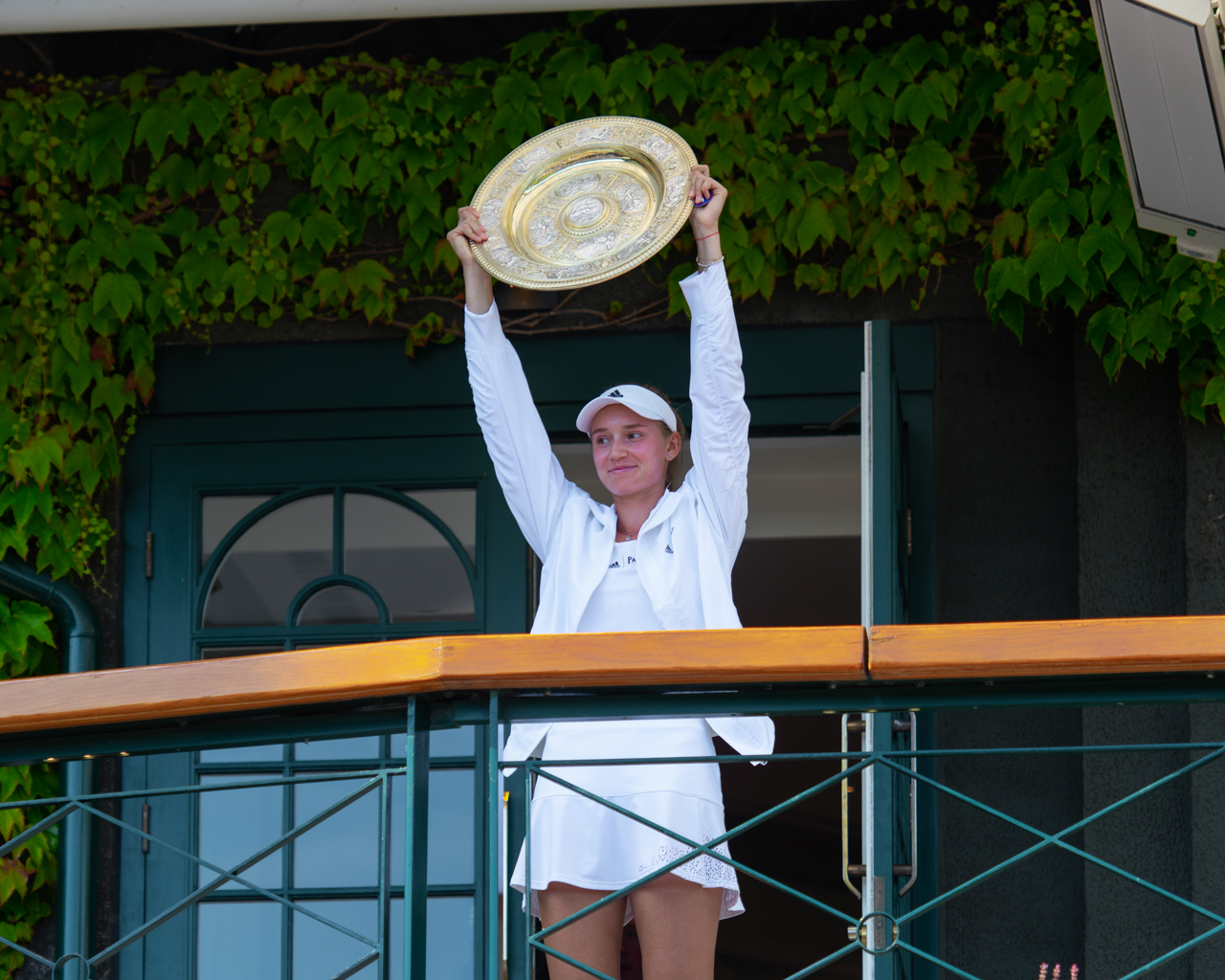
Elena Rîbakina, simplu feminin
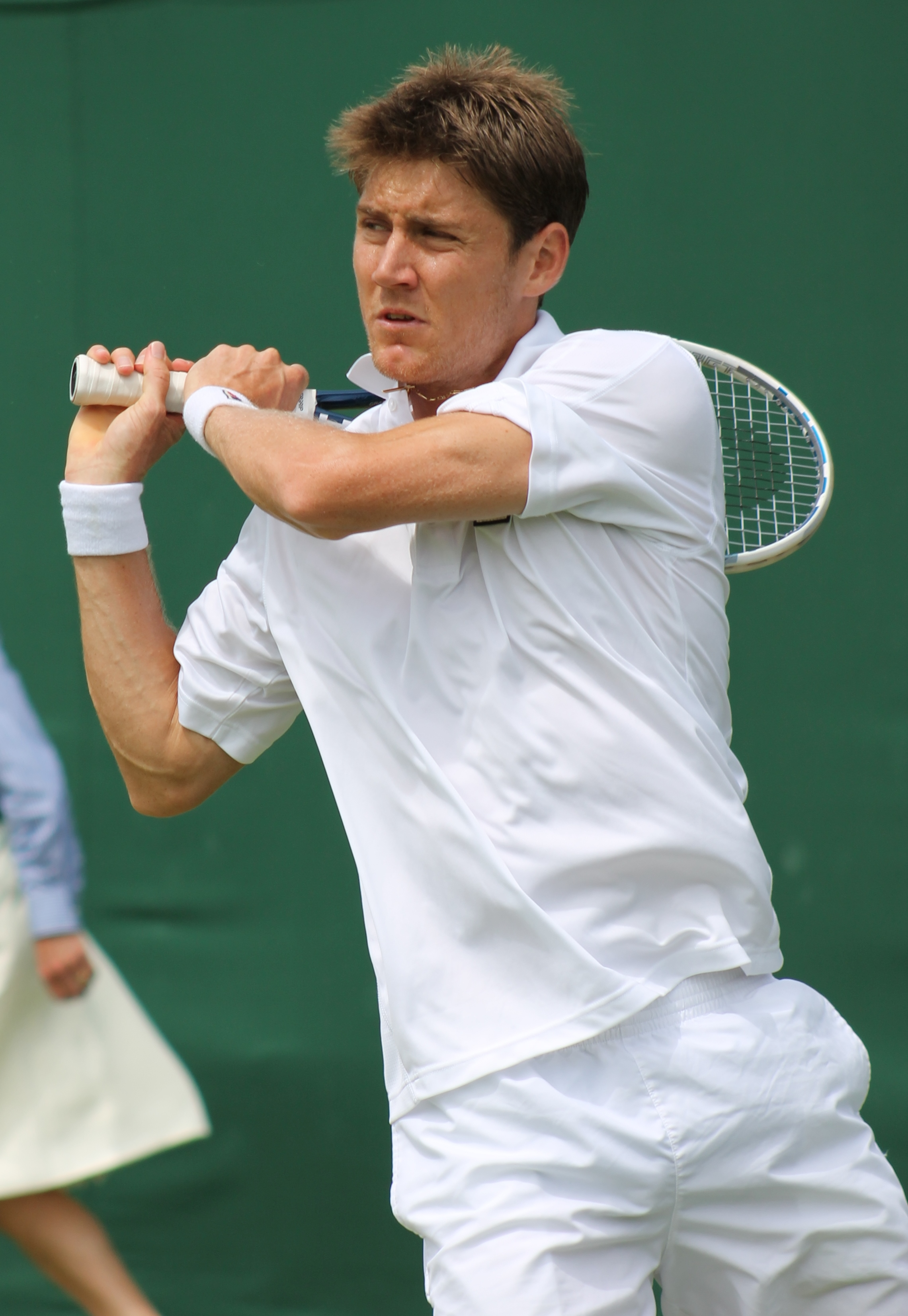
Matthew Ebden, dublu masculin
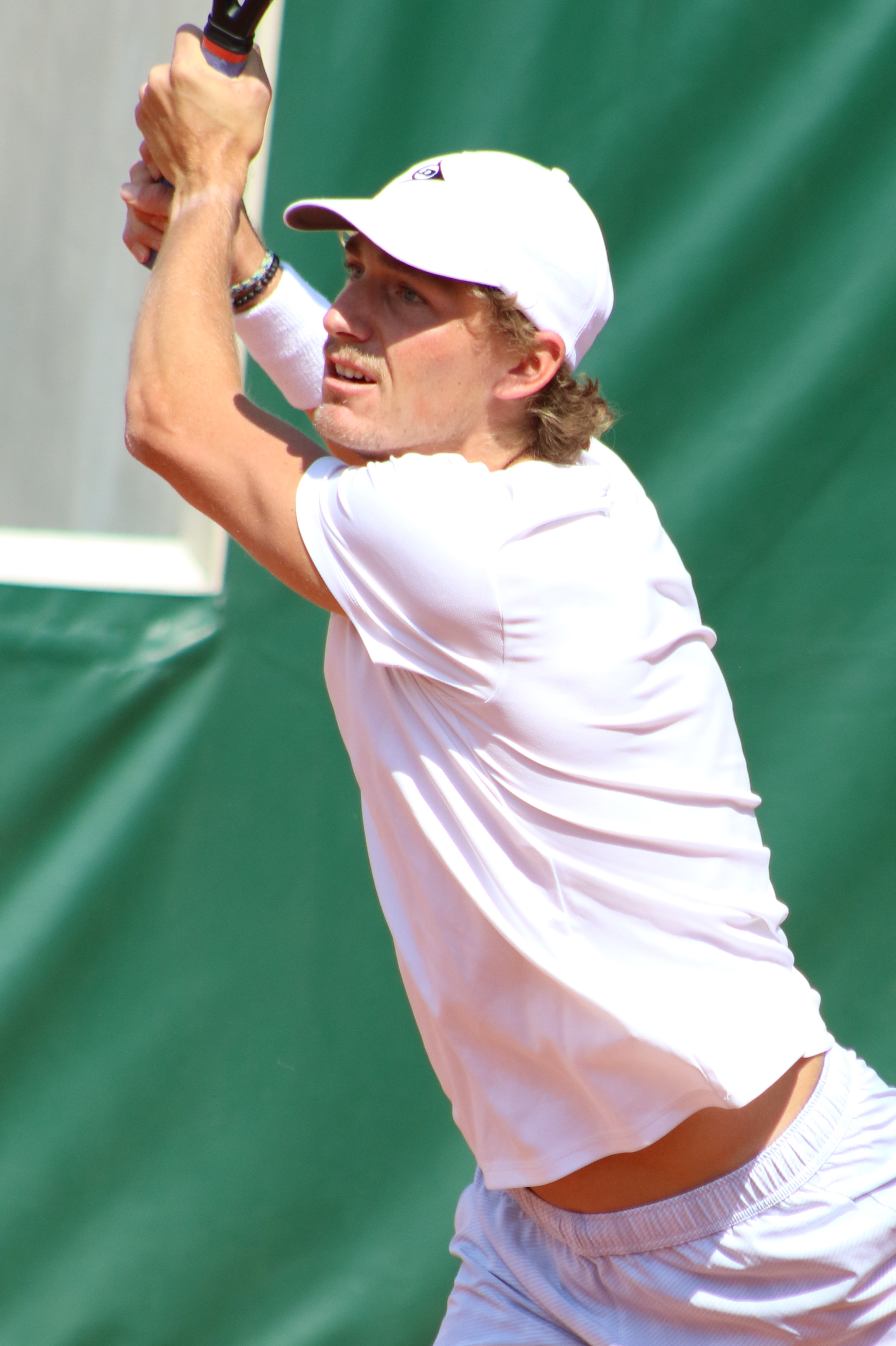
Max Purcell, dublu masculin
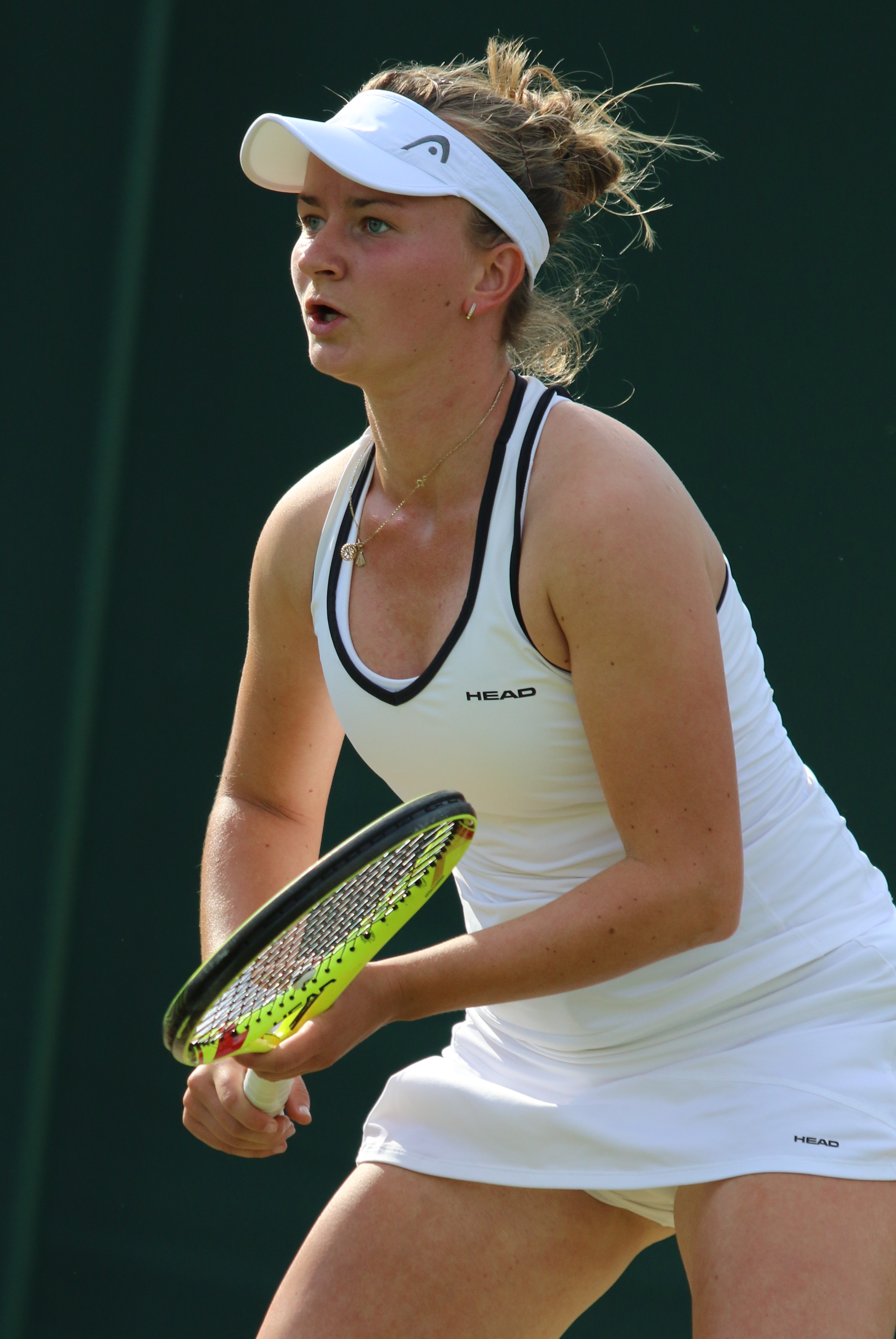
Barbora Krejčíková, dublu feminin
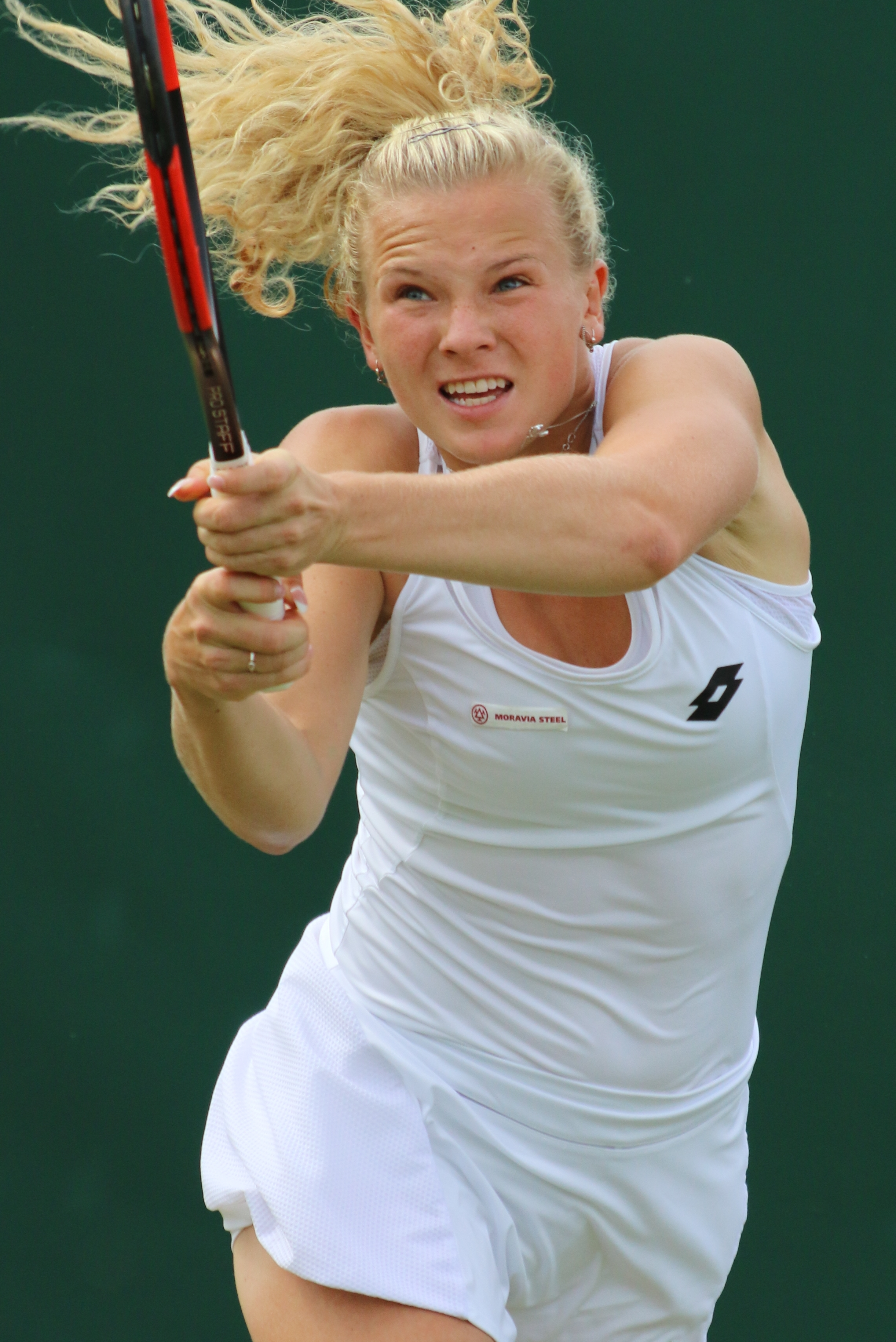
Kateřina Siniaková, dublu feminin
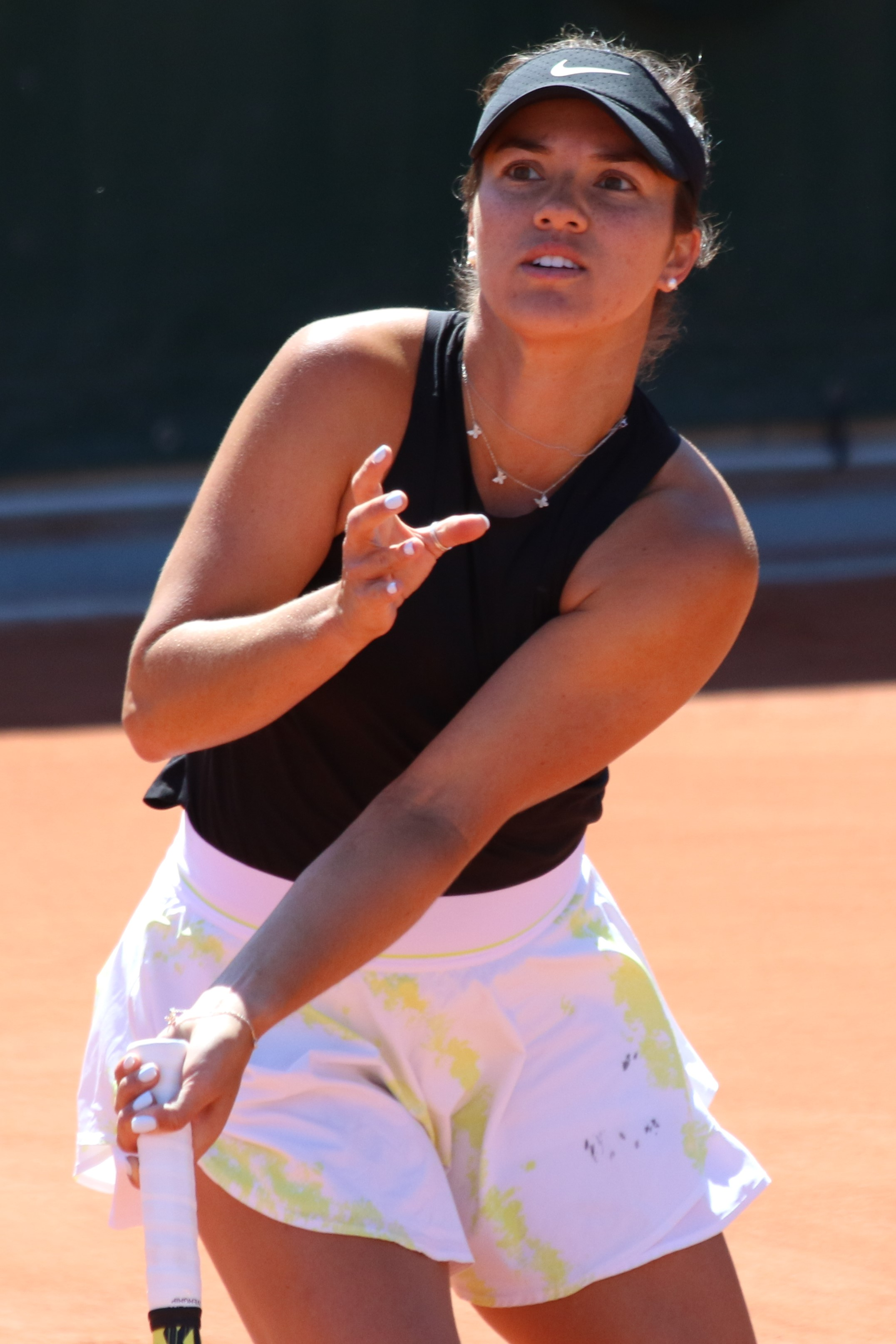
Desirae Krawczyk, dublu mixt
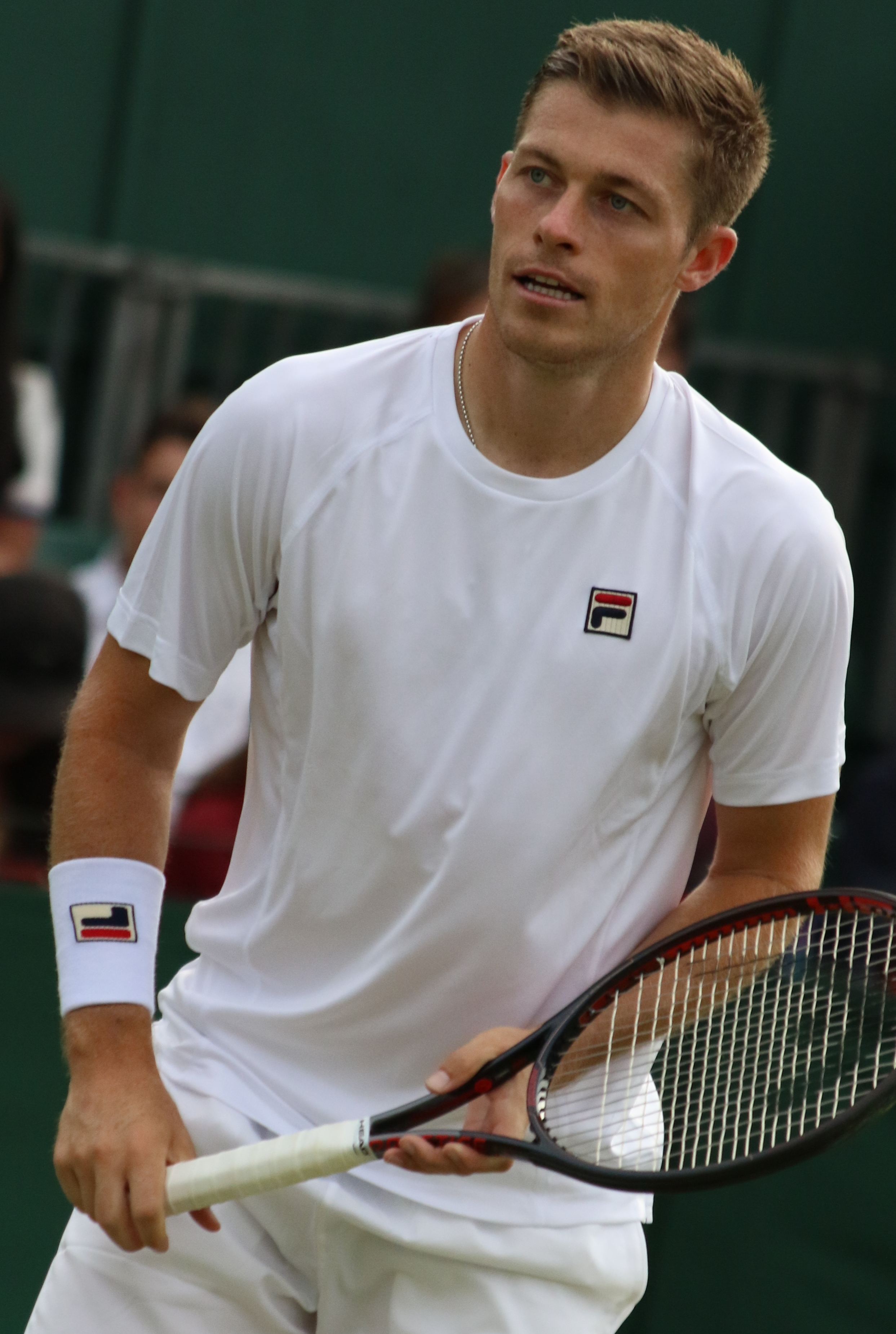
Neal Skupski, dublu mixt

## Rezultate

### Simplu masculin
Pentru mai multe informații consultați Wimbledon 2022 – Simplu masculin
|  | Sferturi de finală | Sferturi de finală | Sferturi de finală | Sferturi de finală | Sferturi de finală | Sferturi de finală | Sferturi de finală |     |    | Semifinale     | Semifinale | Semifinale | Semifinale | Semifinale | Semifinale | Semifinale |  |  | Finală | Finală | Finală | Finală | Finală | Finală | Finală |  |
|  |                    |                    |                    |                    |                    |                    |                    |     |    |                |            |            |            |            |            |            |  |  |        |        |        |        |        |        |        |  |
|  | 1                  | Novak Djokovic     | 5                  | 2                  | 6                  | 6                  | 6                  |     |    |                |            |            |            |            |            |            |  |  |        |        |        |        |        |        |        |  |
|  | 1                  | Novak Djokovic     | 5                  | 2                  | 6                  | 6                  | 6                  |     |    |                |            |            |            |            |            |            |  |  |        |        |        |        |        |        |        |  |
|  | 10                 | Jannik Sinner      | 7                  | 6                  | 3                  | 2                  | 2                  |     |    |                |            |            |            |            |            |            |  |  |        |        |        |        |        |        |        |  |
|  | 10                 | Jannik Sinner      | 7                  | 6                  | 3                  | 2                  | 2                  |     | 1  | Novak Djokovic | 2          | 6          | 6          | 6          |            |            |  |  |        |        |        |        |        |        |        |  |
|  |                    |                    |                    |                    |                    |                    |                    |     | 1  | Novak Djokovic | 2          | 6          | 6          | 6          |            |            |  |  |        |        |        |        |        |        |        |  |
|  |                    |                    | 9                  | Cameron Norrie     | 6                  | 3                  | 2                  | 4   |    |                |            |            |            |            |            |            |  |  |        |        |        |        |        |        |        |  |
|  |                    | David Goffin       | 9                  | Cameron Norrie     | 6                  | 3                  | 2                  | 4   | 6  | 5              | 6          | 3          | 5          |            |            |            |  |  |        |        |        |        |        |        |        |  |
|  |                    |                    |                    |                    |                    |                    |                    |     |    | 5              | 6          | 3          | 5          |            |            |            |  |  |        |        |        |        |        |        |        |  |
|  | 9                  | Cameron Norrie     | 3                  | 7                  | 2                  | 6                  | 7                  |     |    |                |            |            |            |            |            |            |  |  |        |        |        |        |        |        |        |  |
|  | 9                  | Cameron Norrie     | 3                  | 7                  | 2                  | 6                  | 7                  |     | 1  | Novak Djokovic | 4          | 6          | 6          | 7          |            |            |  |  |        |        |        |        |        |        |        |  |
|  |                    |                    |                    |                    |                    |                    |                    |     |    |                |            |            |            |            |            |            |  |  |        |        |        |        |        |        |        |  |
|  |                    |                    |                    | Nick Kyrgios       | 6                  | 3                  | 4                  | 63  |    |                |            |            |            |            |            |            |  |  |        |        |        |        |        |        |        |  |
|  |                    | Cristian Garín     | 4                  | Nick Kyrgios       | 6                  | 3                  | 4                  | 63  | 3  | 65             |            |            |            |            |            |            |  |  |        |        |        |        |        |        |        |  |
|  |                    |                    |                    |                    |                    |                    |                    |     |    | 65             |            |            |            |            |            |            |  |  |        |        |        |        |        |        |        |  |
|  |                    | Nick Kyrgios       | 6                  | 6                  | 7                  |                    |                    |     |    |                |            |            |            |            |            |            |  |  |        |        |        |        |        |        |        |  |
|  |                    | Nick Kyrgios       | 6                  | 6                  | 7                  |                    | Nick Kyrgios       | w/o |    |                |            |            |            |            |            |            |  |  |        |        |        |        |        |        |        |  |
|  |                    |                    |                    |                    |                    |                    |                    | w/o |    |                |            |            |            |            |            |            |  |  |        |        |        |        |        |        |        |  |
|  |                    |                    | 2                  | Rafael Nadal       |                    |                    |                    |     |    |                |            |            |            |            |            |            |  |  |        |        |        |        |        |        |        |  |
|  | 11                 | Taylor Fritz       | 2                  | Rafael Nadal       | 6                  | 5                  | 6                  | 5   | 64 |                |            |            |            |            |            |            |  |  |        |        |        |        |        |        |        |  |
|  | 11                 | Taylor Fritz       |                    |                    |                    |                    |                    |     |    |                |            |            |            |            |            |            |  |  |        |        |        |        |        |        |        |  |
|  | 2                  | Rafael Nadal       | 3                  | 7                  | 3                  | 7                  | 710                |     |    |                |            |            |            |            |            |            |  |  |        |        |        |        |        |        |        |  |

### Simplu feminin
Pentru mai multe informații consultați Wimbledon 2022 – Simplu feminin
|  | Sferturi de finală | Sferturi de finală | Sferturi de finală | Sferturi de finală | Sferturi de finală |    |                | Semifinale     | Semifinale | Semifinale | Semifinale | Semifinale |  |  | Finală | Finală | Finală | Finală | Finală |  |
|  |                    |                    |                    |                    |                    |    |                |                |            |            |            |            |  |  |        |        |        |        |        |  |
|  |                    | Ajla Tomljanović   | 6                  | 2                  | 3                  |    |                |                |            |            |            |            |  |  |        |        |        |        |        |  |
|  |                    | Ajla Tomljanović   | 6                  | 2                  | 3                  |    |                |                |            |            |            |            |  |  |        |        |        |        |        |  |
|  | 17                 | Elena Rîbakina     | 4                  | 6                  | 6                  |    |                |                |            |            |            |            |  |  |        |        |        |        |        |  |
|  | 17                 | Elena Rîbakina     | 4                  | 6                  | 6                  |    | 17             | Elena Rîbakina | 6          | 6          |            |            |  |  |        |        |        |        |        |  |
|  |                    |                    |                    |                    |                    |    | 17             | Elena Rîbakina | 6          | 6          |            |            |  |  |        |        |        |        |        |  |
|  |                    |                    | 16                 | Simona Halep       | 3                  | 3  |                |                |            |            |            |            |  |  |        |        |        |        |        |  |
|  | 16                 | Simona Halep       | 16                 | Simona Halep       | 3                  | 3  | 6              | 6              |            |            |            |            |  |  |        |        |        |        |        |  |
|  | 16                 | Simona Halep       |                    |                    |                    |    |                |                |            |            |            |            |  |  |        |        |        |        |        |  |
|  | 20                 | Amanda Anisimova   | 2                  | 4                  |                    |    |                |                |            |            |            |            |  |  |        |        |        |        |        |  |
|  | 20                 | Amanda Anisimova   | 2                  | 4                  |                    | 17 | Elena Rîbakina | 3              | 6          | 6          |            |            |  |  |        |        |        |        |        |  |
|  |                    |                    |                    |                    |                    |    |                |                |            |            |            |            |  |  |        |        |        |        |        |  |
|  |                    |                    | 3                  | Ons Jabeur         | 6                  | 2  | 2              |                |            |            |            |            |  |  |        |        |        |        |        |  |
|  |                    | Marie Bouzková     | 3                  | Ons Jabeur         | 6                  | 2  | 2              | 6              | 1          | 1          |            |            |  |  |        |        |        |        |        |  |
|  |                    |                    |                    |                    |                    |    |                | 6              | 1          | 1          |            |            |  |  |        |        |        |        |        |  |
|  | 3                  | Ons Jabeur         | 3                  | 6                  | 6                  |    |                |                |            |            |            |            |  |  |        |        |        |        |        |  |
|  | 3                  | Ons Jabeur         | 3                  | 6                  | 6                  |    | 3              | Ons Jabeur     | 6          | 3          | 6          |            |  |  |        |        |        |        |        |  |
|  |                    |                    |                    |                    |                    |    | 3              | Ons Jabeur     | 6          | 3          | 6          |            |  |  |        |        |        |        |        |  |
|  |                    |                    |                    | Tatjana Maria      | 2                  | 6  | 1              |                |            |            |            |            |  |  |        |        |        |        |        |  |
|  |                    | Tatjana Maria      | 4                  | Tatjana Maria      | 2                  | 6  | 1              | 6              | 7          |            |            |            |  |  |        |        |        |        |        |  |
|  |                    |                    |                    |                    |                    |    |                | 6              | 7          |            |            |            |  |  |        |        |        |        |        |  |
|  |                    | Jule Niemeier      | 6                  | 2                  | 5                  |    |                |                |            |            |            |            |  |  |        |        |        |        |        |  |

### Dublu masculin
Pentru mai multe informații consultați Wimbledon 2022 – Dublu masculin
|  | Sferturi de finală | Sferturi de finală                   | Sferturi de finală | Sferturi de finală        | Sferturi de finală | Sferturi de finală | Sferturi de finală |                                   |     | Semifinale               | Semifinale | Semifinale | Semifinale | Semifinale | Semifinale | Semifinale |  |  | Finală | Finală | Finală | Finală | Finală | Finală | Finală |  |
|  |                    |                                      |                    |                           |                    |                    |                    |                                   |     |                          |            |            |            |            |            |            |  |  |        |        |        |        |        |        |        |  |
|  | 1                  | Rajeev Ram Joe Salisbury             | 6                  | 61                        | 6                  | 3                  | 6                  |                                   |     |                          |            |            |            |            |            |            |  |  |        |        |        |        |        |        |        |  |
|  | 1                  | Rajeev Ram Joe Salisbury             | 6                  | 61                        | 6                  | 3                  | 6                  |                                   |     |                          |            |            |            |            |            |            |  |  |        |        |        |        |        |        |        |  |
|  | 12                 | Nicolas Mahut Édouard Roger-Vasselin | 3                  | 7                         | 1                  | 6                  | 4                  |                                   |     |                          |            |            |            |            |            |            |  |  |        |        |        |        |        |        |        |  |
|  | 12                 | Nicolas Mahut Édouard Roger-Vasselin | 3                  | 7                         | 1                  | 6                  | 4                  |                                   | 1   | Rajeev Ram Joe Salisbury | 6          | 7          | 69         | 4          | 2          |            |  |  |        |        |        |        |        |        |        |  |
|  |                    |                                      |                    |                           |                    |                    |                    |                                   | 1   | Rajeev Ram Joe Salisbury | 6          | 7          | 69         | 4          | 2          |            |  |  |        |        |        |        |        |        |        |  |
|  |                    |                                      | 14                 | Matthew Ebden Max Purcell | 3                  | 61                 | 711                | 6                                 | 6   |                          |            |            |            |            |            |            |  |  |        |        |        |        |        |        |        |  |
|  | 14                 | Matthew Ebden Max Purcell            | 14                 | Matthew Ebden Max Purcell | 3                  | 61                 | 711                | 6                                 | 6   | 6                        | 6          | 6          |            |            |            |            |  |  |        |        |        |        |        |        |        |  |
|  | 14                 | Matthew Ebden Max Purcell            |                    |                           |                    |                    |                    |                                   |     |                          |            | 6          |            |            |            |            |  |  |        |        |        |        |        |        |        |  |
|  | 7                  | John Peers Filip Polášek             | 4                  | 4                         | 2                  |                    |                    |                                   |     |                          |            |            |            |            |            |            |  |  |        |        |        |        |        |        |        |  |
|  | 7                  | John Peers Filip Polášek             | 4                  | 4                         | 2                  |                    | 14                 | Matthew Ebden Max Purcell         | 7   | 63                       | 4          | 6          | 710        |            |            |            |  |  |        |        |        |        |        |        |        |  |
|  |                    |                                      |                    |                           |                    |                    |                    |                                   |     |                          |            |            |            |            |            |            |  |  |        |        |        |        |        |        |        |  |
|  |                    |                                      | 2                  | Nikola Mektić Mate Pavić  | 65                 | 7                  | 6                  | 4                                 | 62  |                          |            |            |            |            |            |            |  |  |        |        |        |        |        |        |        |  |
|  | 6                  | Juan Sebastián Cabal Robert Farah    | 2                  | Nikola Mektić Mate Pavić  | 65                 | 7                  | 6                  | 4                                 | 62  | 6                        | 6          | 63         | 1          |            |            |            |  |  |        |        |        |        |        |        |        |  |
|  | 6                  | Juan Sebastián Cabal Robert Farah    |                    |                           |                    |                    |                    |                                   |     |                          |            | 63         | 1          |            |            |            |  |  |        |        |        |        |        |        |        |  |
|  |                    | Denis Kudla Jack Sock                | 3                  | 3                         | 7                  | 1r                 |                    |                                   |     |                          |            |            |            |            |            |            |  |  |        |        |        |        |        |        |        |  |
|  |                    | Denis Kudla Jack Sock                | 3                  | 3                         | 7                  | 1r                 | 6                  | Juan Sebastián Cabal Robert Farah | 7   | 60                       | 6          | 2          | 64         |            |            |            |  |  |        |        |        |        |        |        |        |  |
|  |                    |                                      |                    |                           |                    |                    |                    | Juan Sebastián Cabal Robert Farah | 7   | 60                       | 6          | 2          | 64         |            |            |            |  |  |        |        |        |        |        |        |        |  |
|  |                    |                                      | 2                  | Nikola Mektić Mate Pavić  | 62                 | 7                  | 4                  | 6                                 | 710 |                          |            |            |            |            |            |            |  |  |        |        |        |        |        |        |        |  |
|  | 11                 | Kevin Krawietz Andreas Mies          | 2                  | Nikola Mektić Mate Pavić  | 62                 | 7                  | 4                  | 6                                 | 710 | 4                        | 3          | 3          |            |            |            |            |  |  |        |        |        |        |        |        |        |  |
|  | 11                 | Kevin Krawietz Andreas Mies          |                    |                           |                    |                    |                    |                                   |     |                          |            | 3          |            |            |            |            |  |  |        |        |        |        |        |        |        |  |
|  | 2                  | Nikola Mektić Mate Pavić             | 6                  | 6                         | 6                  |                    |                    |                                   |     |                          |            |            |            |            |            |            |  |  |        |        |        |        |        |        |        |  |

### Dublu feminin
Pentru mai multe informații consultați Wimbledon 2022 – Dublu feminin
|  | Sferturi de finală | Sferturi de finală                    | Sferturi de finală | Sferturi de finală                    | Sferturi de finală |   |                           | Semifinale                        | Semifinale | Semifinale | Semifinale | Semifinale |  |  | Finală | Finală | Finală | Finală | Finală |  |
|  |                    |                                       |                    |                                       |                    |   |                           |                                   |            |            |            |            |  |  |        |        |        |        |        |  |
|  | 1                  | Elise Mertens Zhang Shuai             | 6                  | 6                                     |                    |   |                           |                                   |            |            |            |            |  |  |        |        |        |        |        |  |
|  | 1                  | Elise Mertens Zhang Shuai             | 6                  | 6                                     |                    |   |                           |                                   |            |            |            |            |  |  |        |        |        |        |        |  |
|  | 7                  | Alexa Guarachi Andreja Klepač         | 3                  | 2                                     |                    |   |                           |                                   |            |            |            |            |  |  |        |        |        |        |        |  |
|  | 7                  | Alexa Guarachi Andreja Klepač         | 3                  | 2                                     |                    | 1 | Elise Mertens Zhang Shuai | 6                                 | 3          | 6          |            |            |  |  |        |        |        |        |        |  |
|  |                    |                                       |                    |                                       |                    | 1 | Elise Mertens Zhang Shuai | 6                                 | 3          | 6          |            |            |  |  |        |        |        |        |        |  |
|  |                    |                                       |                    | Danielle Collins Desirae Krawczyk     | 2                  | 6 | 3                         |                                   |            |            |            |            |  |  |        |        |        |        |        |  |
|  |                    | Danielle Collins Desirae Krawczyk     | 6                  | Danielle Collins Desirae Krawczyk     | 2                  | 6 | 3                         | 64                                | 6          |            |            |            |  |  |        |        |        |        |        |  |
|  |                    |                                       |                    |                                       |                    |   |                           | 64                                | 6          |            |            |            |  |  |        |        |        |        |        |  |
|  | 11                 | Alicja Rosolska Erin Routliffe        | 1                  | 7                                     | 3                  |   |                           |                                   |            |            |            |            |  |  |        |        |        |        |        |  |
|  | 11                 | Alicja Rosolska Erin Routliffe        | 1                  | 7                                     | 3                  |   | 1                         | Elise Mertens Zhang Shuai         | 2          | 4          |            |            |  |  |        |        |        |        |        |  |
|  |                    |                                       |                    |                                       |                    |   |                           |                                   |            |            |            |            |  |  |        |        |        |        |        |  |
|  |                    |                                       | 2                  | Barbora Krejčíková Kateřina Siniaková | 6                  | 6 |                           |                                   |            |            |            |            |  |  |        |        |        |        |        |  |
|  | 8                  | Shuko Aoyama Chan Hao-ching           | 2                  | Barbora Krejčíková Kateřina Siniaková | 6                  | 6 | 6                         | 1                                 | 5          |            |            |            |  |  |        |        |        |        |        |  |
|  | 8                  | Shuko Aoyama Chan Hao-ching           |                    |                                       |                    |   |                           |                                   |            |            |            |            |  |  |        |        |        |        |        |  |
|  | 4                  | Liudmila Kicenok Jeļena Ostapenko     | 4                  | 6                                     | 7                  |   |                           |                                   |            |            |            |            |  |  |        |        |        |        |        |  |
|  | 4                  | Liudmila Kicenok Jeļena Ostapenko     | 4                  | 6                                     | 7                  |   | 4                         | Liudmila Kicenok Jeļena Ostapenko | 2          | 2          |            |            |  |  |        |        |        |        |        |  |
|  |                    |                                       |                    |                                       |                    |   | 4                         | Liudmila Kicenok Jeļena Ostapenko | 2          | 2          |            |            |  |  |        |        |        |        |        |  |
|  |                    |                                       | 2                  | Barbora Krejčíková Kateřina Siniaková | 6                  | 6 |                           |                                   |            |            |            |            |  |  |        |        |        |        |        |  |
|  | 10                 | Nicole Melichar-Martinez Ellen Perez  | 2                  | Barbora Krejčíková Kateřina Siniaková | 6                  | 6 | 6                         | 62                                | 2          |            |            |            |  |  |        |        |        |        |        |  |
|  | 10                 | Nicole Melichar-Martinez Ellen Perez  |                    |                                       |                    |   |                           |                                   |            |            |            |            |  |  |        |        |        |        |        |  |
|  | 2                  | Barbora Krejčíková Kateřina Siniaková | 1                  | 7                                     | 6                  |   |                           |                                   |            |            |            |            |  |  |        |        |        |        |        |  |

### Dublu mixt
Pentru mai multe informații consultați Wimbledon 2022 – Dublu mixt
|  | Semifinale | Semifinale                    | Semifinale | Semifinale                    | Semifinale |   |                               | Finală | Finală | Finală | Finală | Finală |  |
|  |            |                               |            |                               |            |   |                               |        |        |        |        |        |  |
|  |            | Matthew Ebden Samantha Stosur | 6          | 5                             | 7          |   |                               |        |        |        |        |        |  |
|  |            | Matthew Ebden Samantha Stosur | 6          | 5                             | 7          |   |                               |        |        |        |        |        |  |
|  |            | Jack Sock Coco Gauff          | 3          | 7                             | 5          |   |                               |        |        |        |        |        |  |
|  |            | Jack Sock Coco Gauff          | 3          | 7                             | 5          |   | Matthew Ebden Samantha Stosur | 4      | 3      |        |        |        |  |
|  |            |                               |            |                               |            |   | Matthew Ebden Samantha Stosur | 4      | 3      |        |        |        |  |
|  |            |                               | 2          | Neal Skupski Desirae Krawczyk | 6          | 6 |                               |        |        |        |        |        |  |
|  | 6          | Mate Pavić Sania Mirza        | 2          | Neal Skupski Desirae Krawczyk | 6          | 6 | 6                             | 5      | 4      |        |        |        |  |
|  | 6          | Mate Pavić Sania Mirza        |            |                               |            |   |                               |        |        |        |        |        |  |
|  | 2          | Neal Skupski Desirae Krawczyk | 4          | 7                             | 6          |   |                               |        |        |        |        |        |  |

## Premii în bani
Premiile totale ale Campionatului de la Wimbledon pentru 2022 reprezintă un record de 40.350.000 de lire sterline, o creștere de 15,23% față de 2021 și de 6,18% față de 2019, când turneul a fost jucat ultima dată cu capacitate maximă.
| Probă        | C           | F           | SF        | QF        | R16       | R32       | R64      | R128     | Q3       | Q2       | Q1       |
| Simplu       | 2.000.000 £ | 1.050.000 £ | 535.000 £ | 310.000 £ | 190.000 £ | 120.000 £ | 78.000 £ | 50.000 £ | 32.000 £ | 19.000 £ | 11.000 £ |
| Dublu *      | 540.000 £   | 270.000 £   | 135.000 £ | 67.000 £  | 33.000 £  | 20.000 £  | 12.500 £ | N/A      | N/A      | N/A      | N/A      |
| Dublu mixt * | 124.000 £   | 62.000 £    | 31.000 £  | 16.000 £  | 7.500 £   | 3.750 £   | N/A      | N/A      | N/A      | N/A      | N/A      |

*per echipă